# Oxyopes berlandorum
Oxyopes berlandorum là một loài nhện trong họ Oxyopidae.
Loài này thuộc chi Oxyopes. Oxyopes berlandorum được Roger de Lessert miêu tả năm 1915.